# Xyridacma
Xyridacma là một chi bướm đêm thuộc họ Geometridae.

## Các loài
Bao gồm các loài:
- Xyridacma ustaria – Walker, 1863